# Sentimentalitet
För låten med Deborah Cox, se Sentimental (Deborah Cox-låt)

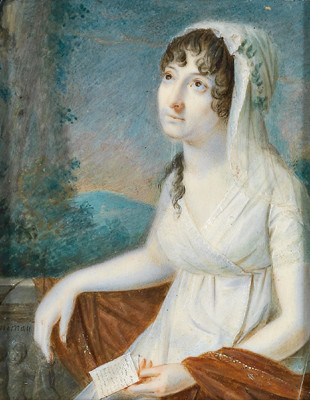
Sentimentalitet.

Sentimentalitet, från franskans sentiment = "känsla" eller "stämning", innebär främst att man är känslosam, framförallt för gamla minnen från förr i tiden, och ofta även en viss längtan tillbaka dit. Till exempel kan man bli sentimental då man ser någon eller något man inte sett på flera år. Sentimentalitet kan också syfta på en film, bokberättelse, dikt eller låt med allmänt nedstämda teman, till exempel har många countrylåtar sentimentala teman med berättelser om saknad, sorg och längtan. Countrymusiken är berömd för detta.
Inom litteratur används sentimentalitet för att skapa en känslosam ställning.